# 小行星14627
小行星14627（14627 Emilkowalski）是是一颗来自小行星带中心区域，绕太阳运转的石质小行星，为主小行星带小行星，直径约为7公里（4.3 英里）。
它于1998年11月7日由美国天文学家理查德·科瓦尔斯基（Richard Kowalski）在美国佛罗里达州泽弗希尔斯的鹌鹑谷天文台（761）发现。这颗小行星与最近成立的 Emilkowalski 小行星家族同名。。

## 命名
这颗小行星以来自纽约Syosset的美国人Emil Kowalski（1918年-1994年）的名字命名。批准的命名引文由小行星中心于2001年8月4日发布（M.P.C. 43192）。

## 轨道和分类
小行星14627的轨道半长轴为2.5993187 UA，离心率为0.151。
小行星14627以2.2-3.0 AU的距离绕太阳公转，每4年零2个月（1,531天）一次。它的轨道偏心率为0.15，相对于黄道的倾角为18°。
該小行星第一个未使用观测可以追溯到1953年由帕洛玛天文台紀錄。第一次回溯發現是1975年賽丁泉天文台拍摄的，将这颗小行星的觀測弧延长23年。

## 物理特性
小行星14627已被Pan-STARRS光度调查定性为稀有的DL型。它还被分别分配了较暗的碳质小行星和普通石质小行星的分类类型。